# Баїл Арена
«Баїл Арена» (азерб. Bayıl Arena), відома також як «Баїльський стадіон» (азерб. Bayıl stadionu) — футбольний стадіон, розташований в столиці Азербайджану місті Баку, в селищі Баїл Сабаїльского району. Вміщує до 3 тисяч глядачів. Є домашньою ареною клубів «Сабаїл» та МОІК.

## Історія
Будівництво стадіону розпочалось 31 березня 2010 року. Стадіон був побудований спеціально для ІІІ чемпіонату світу з футболу серед дівчат до 17 років, що відбувся восени 2012 року. На стадіоні пройшли три матчі групового етапу.
13 травня 2013 року на стадіоні відбувся 100-й ювілейний матч — в рамках 31-го туру чемпіонату Азербайджану «Сумгаїт» приймав ленкоранський «Хазар».
У квітні 2019 року стадіон було перейменовано на два роки на ASCO Arena через спонсорську угоду.